# Нијепор N.27
Нијепор N.27 (фр. Nieuport N.27) је француски ловачки авион. Први лет авиона је извршен 1917. године.

Највећа брзина у хоризонталном лету је износила 187 km/h. Размах крила је био 8,18 метара а дужина 5,85 метара. Маса празног авиона је износила 376 килограма а нормална полетна маса 585 килограма..

## Наоружање
| Наоружање авиона: Нијепор      |     |
| Ватрено (стрељачко) наоружање  |     |
| Топ                            |     |
| Митраљез                       |     |
| Број и ознака митраљеза        | 1-2 |
| Калибар                        | 7,7 |
| Бомбардерско наоружање (бомбе) |     |
| Ракетно наоружање (ракете)     |     |

## Земље корисници
| - Бугарска - Француска - Италија - Грчка - Уругвај - Јапан - Пољска - Румунија | - Русија - Србија - Тајланд - Турска - Уједињено Краљевство - Совјетски Савез - Сједињене Државе - Краљевина Југославија |